# Император Николай I (гидроавиатранспорт)
«Император Николай I», а также «Авиатор», позднее «Пьер Лоти» — российский грузо-пассажирский пароход, переоборудованный в гидроавиатранспорт. Вошёл в состав Черноморского флота Российской империи, участвовал в боевых операциях флота. В ходе интервенции Антанты на юге России в 1918—1919 годах оказался под французским флагом. После 1940 года — под английским флагом. Сел на мель у побережья Габона в Гвинейском заливе в декабре 1942 года, был покинут экипажем и разбит штормом в апреле 1943 года.

## История корабля

### «Император Николай I»
Построенный в 1913 году в Великобритании компанией John Brown & Co. Ltd.,, Клайдбанк, Шотландия, для Русского общества пароходства и торговли (РОПиТ), «Император Николай I» был приписан к Одесскому порту. В первой половине 1914 года эксплуатировался как коммерческое грузо-пассажирское судно на Ближневосточной линии РОПиТ. После начала Первой мировой войны был мобилизован, вооружён и включён в состав Черноморского флота как вспомогательный крейсер 2-го класса. В начале 1915 года «Император Николай I» стал авианесущим кораблем Черноморского флота — гидроавиатранспортом. На нём были установлены восемь орудий и два пулемёта, он стал принимать на борт 7 гидросамолётов, которые базировались в Севастополе и грузились на корабль во время выхода в море. По прибытии гидроавиатранспорта в точку развёртывания все самолёты могли быть в течение часа спущены на воду.
До Первой мировой войны в составе Черноморского флота за исключением транспорта «Днепр» не было кораблей способных нести на себе авиацию. Поэтому после вступления России в войну дополнительно для этих целей был переоборудован и переименован в «Император Александр I» односерийный с «Император Николай I» грузо-пассажирский пароход «Император Александр III», а также ряд других судов. В 1916 году Румыния, вступившая в войну на стороне Антанты, передала России 5 грузо-пассажирских пароходов: «Дакия», «Император Траян», «Король Карл», «Принчипесса Мария» и «Румыния», которые после их включения в состав Черноморского флота стали тоже переоборудоваться в авианесущие суда. Гидроавиатранспорты Черноморского флота в основном оснащались поплавковыми гидроаэропланами различного типа и летающими лодками конструкции Д. П. Григоровича М-5 и М-9 (улучшенная и увеличенная версия М-5) в количестве от 4 до 8 штук на борт в зависимости от конструкции корабля. Морские авиаторы вели разведку и вступали в воздушные бои, атаковали корабли и подводные лодки противника, корректировали огонь корабельной артиллерии, наносили бомбовые удары по вражеским кораблям, портовым сооружениям и оборонительным позициям.
«Император Николай I» первым среди авианесущих кораблей Черноморского флота 26 февраля (11 марта) 1915 года вышел в море с четырьмя гидроаэропланами на борту в составе отряда из пяти линейных кораблей и проследовал к берегам Румынии для выполнения боевой задачи. В дальнейшем он участвовал во многих боях у побережья Румынии, Болгарии и Турции, проводил бомбардировки береговых батарей охранявших вход в Босфор, принимал участие 17 марта 1915 года в атаке на турецкий порт Зонгулдак (также — Зунгулдак), был задействован в Трапезундской и прочих известных операциях Черноморского флота. 31 декабря 1916 года командующий Черноморским флотом вице-адмирал А. В. Колчак издал приказ № 227 согласно которому «Император Николай I» был зачислен в отряд корабельной авиации в составе авианесущих судов «Император Николай I», «Император Александр I», «Румыния», и «Алмаз».

### Воздушная дивизия Черноморского флота
На Черноморском флоте, в отличие от Балтийского, где просто сформировали часть морской авиации, создали полноценное авианесущее соединение — отряд корабельной авиации (позднее переименованный в дивизион корабельной авиации). Дивизион, наряду с двумя воздушными бригадами, входил в состав воздушной дивизии Черноморского флота. Уникальность дивизиона корабельной авиации воздушной дивизии Черноморского флота заключалось в том, что в его состав наряду с воздушным дивизионом (четыре воздушных отряда, по восемь гидросамолетов в каждом отряде) входило и четыре авианесущих корабля. Этими кораблями, в соответствии с приказом командующего Черноморским флотом от 31 декабря 1916 года № 227 «О формировании воздушной дивизии Черноморского флота» и были назначены «Император Александр I», «Император Николай I», «Алмаз» и «Румыния».
Подобного авиационного соединения — дивизиона корабельной авиации — в составе Российского Императорского военного флота до начала кампании 1917 года не существовало. Всего же, в годы Первой мировой войны в боевой состав военного флота России вошли 12 авианесущих кораблей (изначально планировались — 24): одиннадцать — на Черноморском флоте и один — на Балтийском. Из двенадцати авианесущих кораблей Российского флота в боевых действиях в качестве авианосителей принимали участие семь кораблей. На Чёрном море такими кораблями были: «Император Николай I», «Император Александр I», «Алмаз», «Румыния», «Дакия», и «Король Карл», и на Балтийском флоте — «Орли́ца». В связи с последовавшими революционными потрясениями и гражданской войной в России достижения в области создания и использования российских авианесущих кораблей во время Первой мировой войны были утрачены.

### «Авиатор»
После Февральской революции 11 мая 1917 года «Император Николай I» был переименован в «Авиатор». 24—27 мая 1917 года «Авиатор» вместе с тремя эскадренными миноносцами совершил свой последний боевой поход на аэрофотосъемку и бомбардировку Синопа. Заключение Брестского мира подвело черту под хроникой участия этого авианесущего корабля в Первой мировой войне.
В мае 1918 года базировавшиеся в Севастополе корабли Черноморского флота были захвачены германской армией. После прихода к власти в Киеве гетмана П. П. Скоропадского «Авиатор», как некогда судно торгового флота, был разоружён и возвращён германцами Украинской Державе, которая передала судно его законному владельцу — компании РОПиТ. После эвакуации германской армии с Украины в ноябре 1918 года в результате Ноябрьской революции в Германии весь базировавшийся в Севастополе флот перешёл под контроль Антанты. В 1919—1921 годах «Авиатор» числился во фрахте у французского правительства.

### «Пьер Лоти»
В 1921 году корабль был продан французской судоходной компании Compagnie des Messageries Maritimes (MM; Марсель) и переименован в «Пьер Лоти» (фр. Pierre Loti). Пароход вначале совершал рейсы на Левантийской линии Марсель — Бейрут, а затем — и между другими портами Средиземного моря. С 1936 года — эксплуатировался на Тихом океане на линии Сидней — Нумеа — Сайгон. 24 декабря 1937 года «Пьер Лоти» наскочил на oтмель у северо-западного побережья о. Эпи Ново-Гебридского архипелага, но сумел во время прилива самостоятельно с неё сняться . После поражения Франции в войне с Германией и подписания 22 июня 1940 года Компьенского перемирия, Англия предприняла целый ряд мер, чтобы не допустить использования Германией французского военного и торгового флота. Уже в июле 1940 года английское правительство распорядилось задерживать все французские торговые суда во всех портах метрополии и доминионов. Торговое и пассажирское сообщение между французскими колониями в Юго-Восточной Азии и на Тихом океане было парализовано. В результате, во Французской Новой Каледонии в сентябре произошла антипетеновская революция; экипаж «Пьер Лоти» перешел на сторону движения «Свободная Франция», возглавляемое генералом Ш. де Голлем, и пароход вошел в состав торгового флота «Свободной Франции» (фр. Marine Marchande Française Libre). Затем «Пьер Лоти» был передан английскому правительственному департаменту военных перевозок (англ. Ministry of War Transport (MoWT)). В свою очередь, департамент военных перевозок перепоручил «Пьер Лоти» и ещё 7 пароходов ливерпульской судоходной компании «Альфред Хольт и К.»(англ. Alfred Holt & Co.) для крюинга и непосредственного управления. Так «Пьер Лоти» вошел в состав пароходов Blue Funnel Line. 12 декабря 1942 года на переходе Лагос-Либревиль «Пьер Лоти» сел на мель у побережья Габона в Гвинейском заливе, был покинут экипажем, и 11 апреля 1943 года — разбит волнами.